# Cambra de Comptos de Navarra
La Cambra de Comptos de Navarra (en basc Nafarroako Comptos Ganbera) és l'organisme encarregat de fiscalitzar la gestió econòmica i financera del sector públic de la Comunitat Foral de Navarra i és el tribunal de comptes més antic d'Espanya.

## Història

### Constitució
En 1365, a través d'una Ordenança dictada pel rei Carles II. Entre els anys 1274 i 1328 Navarra va mancar de rei privatiu i va ser governada per monarques francesos, país on ja existien institucions dedicades al control de la despesa pública.

### Precedents
Amb anterioritat a la seva constitució oficial el Regne de Navarra ja comptava amb Escoltadors i Mestres de Comptos que controlaven, de forma esporàdica, l'estat de les finances reals.
Segons la historiadora María Puy Huici Goñi en el seu llibre La Cambra de Comptos de Navarra entre 1328 i 1512, el primer llibre de Comptos data de 1258, la qual cosa demostra que abans de l'Ordenança del rei Carles II ja existia un cert control dels béns reals.
Durant el regnat de Carles II el Regne de Navarra va travessar una delicada situació econòmica a causa de la despesa originada en les guerres contra castellans, aragonesos, anglesos i francesos. El difícil moment de la Hisenda del Regne va fer que Carles II volgués reforçar el control de les finances reals mitjançant un òrgan permanent al que va atorgar un gran poder.

### Organització inicial
L'Ordenança assenyala que la institució queda integrada per quatre Escoltadors Generals de Comptes, que han de ser homes bons i suficients, i dos clergues que exercien labors de notaris.
Al costat d'ells apareixen les figura del Porter i dels Oficials Reals, els qui tenien per missió executar les ordres d'escoltadors i clergues.

### Atribucions inicials
- Escoltar -d'aquí el seu nom d'Escoltadors- la rendició de comptes dels qui recaptaven en nom del Rei.
- Administrar els drets del Rei.
- Aconsellar en matèria de finances reals.

La Cambra de Comptos va anar assumint altres funcions per encàrrec dels monarques, degut, segurament, al prestigi de la Institució. Així, va assumir de seguida el caràcter de Tribunal d'Hisenda pel que va passar a cridar-se Tribunal de la Cambra de Comptos.
Li va ser encomanada, també, la labor de dirigir la recaptació d'impostos, indicant les quantitats a recaptar i els terminis. Els seus funcionaris certificaven la qualitat, pes i altres característiques que havia de posseir la moneda navarresa -que s'encunyava a la seu de la Cambra de Comptos-.
A més, en la Cambra juraven els seus càrrecs oficials reals, senyors feudals, cavallers i soldats.

### Arxiu
Els seus llibres i documents constitueixen la millor font d'informació en Europa sobre la baixa edat mitjana i permeten conèixer no solament el funcionament de l'òrgan fiscalitzador sinó també altres aspectes del Regne de Navarra.
En l'actualitat dit arxiu forma part de l'Arxiu General de Navarra.

### L'abolició
Després de la seva constitució la Cambra de Comptos va anar guanyant importància dins de l'estructura política del Regne, perquè solament tenia per damunt al Consell i al Rei i fins i tot va haver-hi moments en els quals alguns Escoltador formaven part del Consell.
Als segles xiv i xv la Cambra de Comptos va gaudir d'una gran importància i prestigi per les seves competències, professionalitat i independència.
En 1512 Navarra va ser conquistada i va quedar annexionada a Castella i van començar els intents de suprimir la Cambra de Comptos, afavorits pel Virrei i recolzats algunes vegades per les Corts de Navarresa. La meitat dels seus membres serien castellans.
La ciutat de Pamplona es va oposar de forma enèrgica a tots els intents de fer-la desaparèixer i l'òrgan fiscalitzador va poder seguir funcionant durant els segles xvi i xvii.
Al segle xix, coincidint amb una època de gran centralisme, va haver-hi nous intents per fer-la desaparèixer, intents que van culminar amb el Reial decret de 18 de març de 1836, que ordenava la fi de l'activitat de la institució.
La Llei Paccionada de 1841, que va convertir al Regne en província espanyola amb cert grau d'autonomia, va confirmar la supressió de la Cambra de Comptos.

### Restauració
Amb la creació del Parlament de Navarra en 1979 es torna a crear, com a òrgan depenent d'aquest, la Cambra de Comptos. La seva engegada efectiva té lloc en 1981 després de l'elecció com a president de Mariano Zufía Urrizalqui. La Llei Orgànica de Reintegració i Amillorament del Règim Foral de Navarra ratifica el seu paper com a òrgan fiscalitzador de comptes.
La Llei Orgànica de Reintegració i Amillorament del Règim Foral de Navarra fa dependre a la Cambra del Parlamento Foral de Navarra i la seva regulació actual es defineix en la Llei Foral 19/1984, de la Cambra de Comptos.

## Missió, funcions i composició

### Missió
La seva missió fonamental és vetllar que els fons públics de Navarra s'utilitzin respectant la legalitat vigent i també d'una manera cada dia més eficaç. Les recomanacions que es realitzen en els informes sempre tenen en compte aquest objectiu últim.

### Funcions
Les funcions establertes en la Llei Foral 19/1984, de 20 de desembre, es concreten en:
- Fiscalitzar els fons públics de Navarra:
  - Elaborar un informe i censura dels Comptes Generals de Navarra presentades després de cada exercici econòmic pel Govern.
  - Informa sobre els comptes i la gestió econòmica dels Ajuntaments i Concejos de Navarra així com organismes o entitats dependents d'aquestes.
  - Remet els seus informes al Tribunal de Comptes, al com correspon exigir la responsabilitat comptable en què poguessin incórrer els qui manegen els fons públics.
- Assessora al seu Parlament Foral en matèries economicofinanceres.

El seu treball es materialitza en informes tècnics públics que són remesos al Parlament, ens fiscalitzats i mitjans de comunicació.

### Composició
Són òrgans de la Cambra el President, els Auditors i la Secretaria General.
- El President de la Cambra de Comptos és triat pel Parlament de Navarra i el seu mandat dura sis anys.
- Auditors (tres), funcionaris seleccionats per concurs-oposició, encarregats d'elaborar els informes i sotmetre'ls a la consideració del President.
- Secretari General, designat pel President entre els Lletrats de la Cambra.

## La seu
Està situada en un vell caseró del carrer Ansoleaga de Pamplona, declarada Monument Nacional en 1868. És l'única mostra del gòtic civil de Pamplona.
L'edifici va ser adquirit pel rei Carles V de Navarra en 1524 perquè gaudís d'una seu estable. Fins a la seva desaparició en 1836 va romandre en aquest caseró, lloc on també s'encunyava la moneda del Regne de Navarra.
Desapareguda la Càmera, el seu arxiu es va traslladar a l'Arxiu General de Navarra i l'edifici va ser ocupat per la Comissió de Monuments Històrics i Artístics que en aquest mateix lloc va engegar el primer Museu de Navarra, inaugurat en 1919.
Des de 1941 fins a desembre de 1994 l'edifici va servir com a seu de la Institució Príncep de Viana, encarregada de la conservació del patrimoni històric-artístic de Navarra. Va ser també la primera seu de l'Estudi General de Navarra, germen de la Universitat de Navarra.
En 1995 la Institució Príncep de Viana es va traslladar a la seva nova seu. La Cambra de Comptos va recuperar així la casa que va ocupar des de 1524 fins a 1836.

### Descripció de l'edifici
Pel seu aspecte exterior i per alguns detalls de la seva construcció, ha de ser molt anterior a la data de la seva adaptació com a Cambra de Comptos. Probablement pogués datar del segle xiii.
És una construcció de pedra, amb un arc apuntat format per dues fortes platabandes, pròpies del gòtic primari o de transició. Conserva diverses finestres apuntades, amb trencallums de secció cilíndrica i capitell de decoració simple.
Sobre la porta té un cos de major elevació, a manera de torre. L'escut amb les armes reals d'Espanya va ser col·locat a mitjans del segle xviii. El corredor d'accés al pati interior es cobreix amb una forta volta de canó apuntat.
Al pati, enjardinat, es conserva un antic pou, una porta i algunes restes arqueològiques procedents de la desapareguda ermita de San Nicolás de Sangüesa, la inscripció llatina manada col·locar pel virrey Cardona en 1601 en el lloc on va caure ferit Sant Ignaci de Loiola en 1521, un sepulcre gòtic amb estàtua jacent i algunes altres peces històric-artístiques.

## L'Arxiu de Comptos
Compta amb una secció d'uns 25 000 documents de contingut molt variat: furs municipals, títols, escriptures, butlles, treves, aliances, juraments de fidelitat i, en general, tota sort de diplomes relatius tant al govern interior com a les relacions internacionals del Regne de Navarra.
Al costat d'aquesta documentació es conserven els documents comptables de l'antiga Cambra de Comptos, quan tribunal de comptes i òrgan fiscalitzador de la recaptació i la despesa dels cabals de les arques reals.
Una altra part de l'arxiu està formada pels anomenats Registres de Comptos, llibres de comptes que presentaven davant la Cambra de *Comptos per a la seva auditoria el tresorer, els rebedors de les cinc merindats -sis a partir de 1407-, els balls de les ciutats i viles principals, i altres oficials.
Els comptes van organitzades en els dos grans capítols d'ingressos i despeses -recepta i expensa- i dins d'ells en títols específics que es van mantenir sense variació durant molt temps. Alguns llibres estan dedicats a un assumpte monogràfic.
Es conserven els registres de Comptos des de 1258 fins a 1836, la qual cosa constitueix una font d'informació fonamental per conèixer la història del Regne de Navarra.
A més existeixen Llibres de Condemnacions i Penes dictades pel Tribunal de la Càmera de Comptos, Llibres de Taules Reals (duanes i peatges del regne de Navarra) i Llibres de Mercès Reals. Aquests últims recullen, a partir de la incorporació de Navarra a la Corona de Castella, els títols, nomenaments, privilegis de la Corona, etc.
Es completa amb papers solts, justificants de comptes, l'arxiu secret de la Cambra que recull qüestions internes i l'arxiu del Tribunal de la Cambra de Comptos en el qual es recullen les seves sentències.